# Empecta marmorea
Empecta marmorea är en skalbaggsart som beskrevs av Dewailly 1950. Empecta marmorea ingår i släktet Empecta och familjen Melolonthidae. Inga underarter finns listade i Catalogue of Life.